# Troféu Júlio Verne
O Troféu Júlio Verne recompensa a volta ao mundo à vela mais rápida realizada com tripulação, sem escala nem assistência exterior e na distância ortodrómica. 
Todo o tipo de cascos são admitidos e por isso enormes catamarãs e trimarãs dominam esta prova oceânica, sem dúvida uma das aventuras mais fantástica dos tempos modernos no mundo da vela. 
O nome da troféu é uma referência à A Volta ao Mundo em 80 Dias de Júlio Verne e a ocasião de juntar a realidade à ficção era tão sedutora que em 1992 nascia esta competição através do velejador Yves Le Cornec. Iria tornar-se para alguns navegadores de excepção uma das mais fantásticas regatas à vela e para alguns (na época) a mais extraordinária aventura marítima e imediatamente três velejadores oceânicos decidiram rapidamente enfrentar o desafio nos seus multicascos: os franceses Bruno Peyron e Olivier de Kersauson e o neozelandês Peter Blake. 
As fabulosas voltas ao mundo que estes, e outros, realizaram com a sua tripulação, em condições muitas das vezes aterradoras, certamente escreveram as mais belas páginas das regatas à vela e da aventura humana.

## Provas
Lista das provas e respectivos vencedores na versão francesa fr:Trophée Jules-Verne#Palmarès